# Durmitor nationalpark
Durmitor är ett berg och en nationalpark i Dinariska alperna, nordvästra Montenegro. Berget är 2522 meter högt. Nationalparken grundades 1952 och omfattar bergsmassivet Durmitor, kanjonerna vid floderna Tara, Sušica och Draga samt de högre delarna av platån Komarnica och täcker en yta på 390 km². 1980 fick den världsarvsstatus.
Nationalparkens höjdläge är mellan 450 meter över havet och bergets topp. Regionen är ett karstlandskap.
Bergsmassivet kantas av Tarakanjonen i norr, Pivakanjonen i väster och Komarnicakanjonen i söder. I öster ligger en vid 1 500 meters höjd belägen platå, kallad Jezerska Površ (Sjöarnas platå). Sinjavinaberget ligger öster om platån. Tarakanjonen, 80 kilometer lång och 1 300 meter djup, är efter Grand Canyon i Arizona den största kanjonen i världen.
Durmitor ligger till större delen i Žabljaks kommun.

## Flora och fauna
Växtligheten består av barrskogar, bland annat med svarttall av underarten Pinus nigra nigra, och av bergsängar. Sällsynta blommor är Verbascum durmitoreum, Gentiana levicalix och Saxifraga prenja. I vattendragen hittas öring, harr och donaulax. Typiska däggdjur är brunbjörn, varg, vildkatt och gems. I nationalparken lever fasanfåglar av släktena Alectoris och orrar.

## Bergstoppar
Durmitor har 48 bergstoppar över 2 000 m. De högsta är:
- Bobotov Kuk 2 522 m
- Bezimeni Vrh (Namnlösa toppen) 2 487 m
- Šljeme 2 455 m
- Istočni Vrh Šljemena (Sljemes östra topp) 2 445 m
- Soa / Djevojka 2 440 m
- Milošev Tok 2 426 m
- Bandijerna 2 409 m
- Rbatina 2 401 m
- Lučin Vrh 2 396 m
- Prutaš 2 393 m
- Minin Bogaz 2 387 m
- Planinica 2 330 m
- Kobilja Glava 2 321 m
- Savin Kuk 2 313 m
- Šupljika 2 310 m

## Sjöar
En iögonenfallande företeelse i Durmitor är de 18 glaciärissjöarna som är spridda över massivet och Jezerska Površplatån. Sjöarna bidrar starkt till bergets skönhet och har fått smeknamnet Gorske Oči (bergets ögon).
- Crnosjön
- Veliko Škrčkosjön
- Malo Škrčkosjön
- Zeleni Vir
- Jablansjön
- Valovitosjön
- Vir u Lokvicama
- Srabljesjön
- Modrosjön
- Suva Lokva
- Zminjesjön
- Barnosjön
- Pošćenskosjön
- Zabojskosjön
- Vražjesjön
- Ribljesjön
- Zminčkosjön
- Sušičkosjön

## Namnet
Namnet Durmitor kommer troligen från någon språklig dialekt av ett östligt romanskt språk och betyder "sovande". Det finns liknande namn på berg såsom Visitor (< visător, "drömmande") och Cipitor (< aţipitor, "sovande") över hela forna Jugoslavien..